# Litsea paoueensis
Litsea paoueensis är en lagerväxtart som beskrevs av André Guillaumin. Litsea paoueensis ingår i släktet Litsea och familjen lagerväxter. Inga underarter finns listade i Catalogue of Life.